# Pasaia
Pasaia is een gemeente in de Spaanse provincie Gipuzkoa in de regio Baskenland met een oppervlakte van 11 km². Pasaia telt 16.207 inwoners (1 januari 2016). In de gemeente bevindt zich de haven van Pasaia en het spoorwegstation Pasaia. 

## Demografische ontwikkeling
Bron: INE; 1857-2011: volkstellingen
Opm.: In 1887 werd de gemeente opgesplitst in de nieuwe gemeenten Pasajes de San Juan en Pasajes de San Pedro; in 1897 werden beide gemeenten opgeheven en werd de vroegere toestand hersteld

## Geboren
- Paco Rabanne (1934–2023), modeontwerper
- Íñigo Chaurreau (1973), wielrenner